# Александру Голеску
Александру Голеску (рум. Alexandru G. Golescu; 1819, Бухарест — 15 серпня 1881, Русенешть, жудець Олт) — румунський державний діяч і дипломат. Прем'єр-міністр  (14 лютого — 18 квітня 1870), міністр закордонних справ  (2 лютого — 20 квітня 1870). міністр внутрішніх справ (2 лютого — 30 березня 1870), міністр фінансів (16 листопада 1868 — 27 січня 1870) Румунського князівства.

## Біографія
Член боярської сім'ї Голеску з Волощини. Його двоюрідні брати були румунськими революціонерами, відомими політиками, прем'єр-міністрами Румунії Штефан і Ніколае Голеску.
Освіту здобув у престижній Колегії Святого Сави, потім вивчав історію і економіку в Національній вищій школі мистецтв і ремесел в Парижі (1834-1839), після закінчення якої повернувся до Волощини, щоб стати інженером.
1843 разом з Ніколає Белческу, Йоном Гіка і та Крістіаном Теллем, заснували радикальне таємне товариство «Frăţia» («Братство»). Метою товариства було повалення Волоського господаря Георге III Димітріе Бібеску. 1845 емігрував до Парижу, де став членом революційного товариства румунських студентів. Після подій у Франції  1848 емігранти з Волощини та Молдови почали повертатися на батьківщину.
Активний учасник Революції в Дунайських князівствах 1848 року. Був членом революційного комітету, сформованого на основі товариства «Братство». Пізніше, секретар Тимчасового уряду, в якості дипломата був направлений до Парижу. Брав активну участь в переговорах про укладення угоди між угорським урядом Лайоша Кошута і трансильвансько-румунським національним рухом Аврама Янку, але його зусилля були безуспішними.
Під час свого правління офіційно відкрив державний монетний двір, де карбувалися перші румунські золоті і срібні монети. У березні 1870 року був прийнятий «Закон про поліцію і експлуатацію румунських залізниць», який передбачав створення залізничної поліції.
Наприкінці життя пішов з політики і зосередився на турботі про свою родину, у нього було 11 дітей.
Помер 15 серпня 1881 у віці 62 років у своєму маєтку в Русенешті, жудець Олт.

## Посади
- З 14 лютого по 18 квітня 1870 очолював Уряд Румунського князівства;
- Міністр у справах релігій Румунського князівства;
- Міністр фінансів Румунського князівства (1868-1870);
- Міністр закордонних справ Румунського князівства (2 лютого — 20 квітня 1870);
- Міністр внутрішніх справ Румунського князівства (2 лютого — 30 березня 1870).
- Лідер румунської Національно-ліберальної партії (1875-1881).